# Българска експедиция до връх Еверест (1984)
Българската експедиция до Еверест от 1984 г. е в състав 24 души, ръководството е възложено на Аврам Аврамов. Най-високият връх в света е изкачен най-напред от Христо Проданов на 20 април 1984 г., но той загива по пътя обратно. След това до върха стигат Методи Савов и Иван Вълчев (8 май), Кирил Досков и Николай Петков (9 май).
Участници:
- Аврам Аврамов – ръководител
- Христо Проданов – заместник-ръководител по техническите въпроси
- Огнян Балджийски – заместник-ръководител по организационните и финансовите въпроси
- д-р Стайко Кулаксъзов – лекар на експедицията
- Стефан Калоянов – радист на експедицията
- Милан Огнянов – утвърден за режисьор и оператор на филма за експедицията
- Методи Савов
- Димитър Бърдарев
- Слави Дерменджиев
- Трифон Джамбазов
- Кънчо Долапчиев
- Кирил Досков
- Тодор Григоров
- Любомир Илиев
- Георги Имов
- Костас Канидис
- Запрян Хорозов
- Николай Петков
- Стамен Станимиров
- Динко Томов
- Петко Тотев
- Иван Вълчев
- Дойчин Василев
- Людмил Янков